# Tympanoskleroza
Tympanoskleroza (łac. tympanosclerosis),  stwardnienie ucha środkowego – forma schorzenia ucha środkowego. Proces chorobotwórczy powodujący włóknienie i tworzenie się złogów soli wapnia w obrębie ucha środkowego i trąbki Eustachiusza. Czasami poprzez usztywnienie kosteczek słuchowych i przerost złogów dochodzi do utraty lub upośledzenia słuchu.